# Chemin de fer Baie des Chaleurs
Le chemin de fer Baie des Chaleurs (CBC) commença ses opérations en décembre 1996. Son système comprend 202 miles de voies ferrées qui relie Matapédia à Gaspé, Québec. Ses voies ferrées appartenaient autrefois au Canadien National, puis à la corporation Quebec Railway. Depuis 2007, le CBC est propriété de la Société du chemin de fer de la Gaspésie.